# Barfi!
Pour plus de détails, voir Fiche technique et Distribution.
Barfi! (बर्फी!) est une comédie dramatique indienne réalisée par Anurag Basu, sortie en 2012.

## Synopsis
L'action se déroule à Darjeeling. Murphy, surnommé Barfi (Ranbir Kapoor), est un jeune sourd-muet réputé pour ses farces. Le film relate ses relations avec la belle Shruti (Ileana D'Cruz), et Jhilmil (Priyanka Chopra), une jeune autiste. L'irruption de ces deux jeunes femmes déclenche une série d’événements qui met la vie du trio sens dessus dessous.

## Fiche technique
Sauf indication contraire, les informations mentionnées dans cette section peuvent être confirmées par la base de données cinématographiques IMDb,  présente dans la section « Liens externes ».
- Titre original : बर्फी!
- Titre international : Barfi!
- Réalisation et scénario : Anurag Basu, d’après son histoire
- Musique : Pritam Chakraborty
- Direction artistique : Parijat Poddar
- Décors : Rajat Poddar et Nikhil Singh
- Costumes : Aki Narula et Shafalina
- Photographie : S. Ravi Varman
- Son : Shajith Koyeri et Savitha Nambrath
- Montage : Akiv Ali
- Production : Ronnie Screwvala et Siddharth Roy Kapur
- Sociétés de production : Ishana Movies ; UTV Motion Pictures (coproduction)
- Société de distribution : UTV Motion Pictures
- Budget de production : 300 millions₹[réf. nécessaire]
- Pays de production :  Inde
- Langues originales : hindi, langue des signes indienne
- Format : couleur - 2,35:1 - 35 mm - DTS / Dolby Digital
- Genre : comédie dramatique
- Durée : 151 minutes
- Dates de sortie :
  - Inde : 14 septembre 2012
  - France : 1er novembre 2018[1] (Netflix)

## Distribution

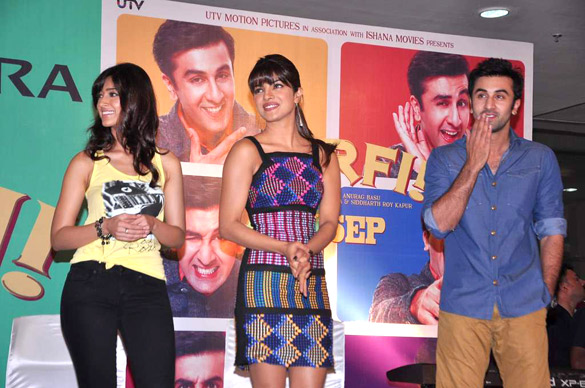
Priyanka Chopra, Ileana D'Cruz et Ranbir Kapoor, acteurs principaux du film.

- Ranbir Kapoor : Murphy « Barfi » Johnson
- Priyanka Chopra : Jhilmil Chatterjee
- Ileana D'Cruz : Shruti Ghosh Sengupta
- Saurabh Shukla : inspecteur-chef Sudhanshu Dutta
- Akash Khurana : Jung Bahadur, le père de Barfi
- Ashish Vidyarthi : Durjoy Chatterjee, le père de Jhilmil
- Roopa Ganguly : la mère de Shruti
- Haradhan Bandopadhyay : Dadu
- Uday Tikekar : le père de Shruti
- Arun Bali : le grand-père de Jhilmil
- Bholaraj Sapkota : l'ami de Barfi
- Jisshu Sengupta : Ranjit Sengupta

## Production

### Genèse et développement
À l'origine, le film avait pour titre provisoire Khamoshi , puis Silence.

### Attribution
En mars 2010, Anurag Basu raconte, dans une interview pour The Times of India, avoir choisi Ranbir Kapoor et Katrina Kaif dans le rôle de la narratrice,, avant que cette dernière ne quitte le projet pour de raisons inconnues.

### Tournage
Le tournage devait commencer en 2010, mais l'acteur Ranbir Kapoor était encore en tournage de Rockstar (2011) d'Imtiaz Ali.
Il commence le 20 mars 2011, à Bombay, jusqu'au mai. Entre juin et février 2012, l'équipe de la production se rend à Darjeeling, pour les villages de Sukna (en) et de Tindharia (en), ainsi que le parc public de Chowrasta (en), la gare ferroviaire de Ghum et l'hôtel Windamere. En décembre, il tourne quelques scènes en périphérie de Coimbatore, surtout Pollachi et Ooty.
Fin janvier 2012, il se poursuit à Calcutta — où le personnage, Barfi, est poursuivi par des policiers sur les toits.
Les prises de vues prennent fin en avril,.

### Musique
Albums de Pritam Chakraborty
Cocktail
(2012) Rush
(2012)
La bande originale est composée par Pritam Chakrabortya. Elle comprend sept chansons, deux reprises, un redux et une chanson solo, écrites par Swanand Kirkire, Neelesh Misra, Ashish Pandit et Sayeed Quadri. Elles sont chantées, pour la plupart, par le  chanteur Nikhil Paul George, accompagné par d'autres interprètes dont Mohit Chauhan, Shreya Ghoshal, et Ranbir Kapoor, qui y apparaissent également.
Elle a été influencée par la bossa nova brésilienne. L'actrice Priyanka Chopra était pressentie pour chanter une chanson pour le film, mais son contrat avec Universal Music Group l'a empêchée de se saisir l'occasion. L'album contient également une chanson intitulée Fatafati, interprétée par Pritam Chakrabortya, qui n'a pas été utilisée dans le film, mais qui a été publiée en tant que single promotionnel sur YouTube, ajoutée le 10 septembre 2012. Certains chants supplémentaires sont chantés par l'acteur Ranbir Kapoor. Fatafati contient également des paroles en bengali écrites par Amitabh Bhattacharya.
| 1.    | Ala Barfi                 | Mohit Chauhan                      | 5:19 |
| 2.    | Main Kya Karoon           | Nikhil Paul George                 | 4:30 |
| 3.    | Kyon                      | Papon, Sunidhi Chauhan             | 4:26 |
| 4.    | Phir Le Aya Dil           | Arijit Singh                       | 5:05 |
| 5.    | Aashiyan                  | Shreya Ghoshal, Nikhil Paul George | 3:56 |
| 6.    | Saawali Si Raat           | Arijit Singh                       | 5:08 |
| 7.    | Ala Barfi (reprise)       | Swanand Kirkire                    | 5:41 |
| 8.    | Phir Le Aya Dil (reprise) | Rekha Bhardwaj                     | 4:45 |
| 9.    | Phir Le Aya Dil (redux)   | Shafqat Amanat Ali                 | 5:03 |
| 10.   | Aashiyan (solo)           | Nikhil Paul George                 | 4:08 |
| 11.   | Fataafati                 | Pritam, Ranbir Kapoor              | 3:46 |
| 38:52 |                           |                                    |      |

## Accueil
Le film est sélectionné pour représenter l'Inde à la cérémonie des Oscars en 2013, mais n'a pas été nommé pour l'Oscar du meilleur film en langue étrangère.

## Distinctions
| Date             | Distinction                              | Catégorie                                             | Nom                                                    | Résultat   |
| ---------------- | ---------------------------------------- | ----------------------------------------------------- | ------------------------------------------------------ | ---------- |
| 31 décembre 2012 | BIG Star Entertainment Awards            | Film romantique le plus divertissant                  | Barfi!                                                 | Lauréat    |
| 31 décembre 2012 | BIG Star Entertainment Awards            | Réalisateur le plus divertissant                      | Anurag Basu                                            | Lauréat    |
| 31 décembre 2012 | BIG Star Entertainment Awards            | Actrice la plus divertissante                         | Priyanka Chopra                                        | Lauréat    |
| 31 décembre 2012 | BIG Star Entertainment Awards            | Acteur le plus divertissant dans un film romantique   | Ranbir Kapoor                                          | Lauréat    |
| 31 décembre 2012 | BIG Star Entertainment Awards            | Film le plus divertissant                             | Barfi!                                                 | Nomination |
| 31 décembre 2012 | BIG Star Entertainment Awards            | Acteur le plus divertissant                           | Ranbir Kapoor                                          | Nomination |
| 31 décembre 2012 | BIG Star Entertainment Awards            | Actrice la plus divertissante dans un film romantique | Priyanka Chopra                                        | Nomination |
| 31 décembre 2012 | BIG Star Entertainment Awards            | Espoir féminin la plus divertissante                  | Ileana D'Cruz                                          | Nomination |
| 31 décembre 2012 | BIG Star Entertainment Awards            | Musique la plus divertissante                         | Pritam Chakraborty                                     | Nomination |
| 31 décembre 2012 | BIG Star Entertainment Awards            | Chanteur de play-back le plus divertissant            | Mohit Chauhan (pour Ala Barfi)                         | Lauréat    |
| 5 janvier 2013   | ETC Bollywood Business Awards            | Film le plus divertissant                             | Ileana D'Cruz                                          | Lauréat    |
| 5 janvier 2013   | ETC Bollywood Business Awards            | Plus grand succès de l'année                          | Barfi!                                                 | Nomination |
| 5 janvier 2013   | ETC Bollywood Business Awards            | Premier réalisateur                                   | Anurag Basu                                            | Nomination |
| 5 janvier 2013   | ETC Bollywood Business Awards            | Acteur le plus rentable                               | Ranbir Kapoor                                          | Nomination |
| 5 janvier 2013   | ETC Bollywood Business Awards            | Actrice la plus rentable                              | Priyanka Chopra                                        | Nomination |
| 7 janvier 2013   | Zee Cine Awards                          | Meilleur film                                         | Barfi!                                                 | Lauréat    |
| 7 janvier 2013   | Zee Cine Awards                          | Meilleur réalisateur                                  | Anurag Basu                                            | Lauréat    |
| 7 janvier 2013   | Zee Cine Awards                          | Meilleure actrice                                     | Priyanka Chopra                                        | Lauréat    |
| 7 janvier 2013   | Zee Cine Awards                          | Meilleur espoir féminin                               | Ileana D'Cruz                                          | Lauréat    |
| 7 janvier 2013   | Zee Cine Awards                          | Meilleur scénario                                     | Anurag Basu                                            | Lauréat    |
| 7 janvier 2013   | Zee Cine Awards                          | Meilleure photographie                                | Ravi Varman                                            | Lauréat    |
| 7 janvier 2013   | Zee Cine Awards                          | Meilleure direction artistique                        | Rajat Poddar                                           | Lauréat    |
| 7 janvier 2013   | Zee Cine Awards                          | Prix The Power Club Box-Office                        | Barfi!                                                 | Lauréat    |
| 7 janvier 2013   | Zee Cine Awards                          | Meilleur acteur                                       | Ranbir Kapoor                                          | Nomination |
| 7 janvier 2013   | Zee Cine Awards                          | Meilleure direction musicale                          | Pritam Chakraborty                                     | Nomination |
| 7 janvier 2013   | Zee Cine Awards                          | Meilleure histoire                                    | Anurag Basu                                            | Nomination |
| 7 janvier 2013   | Zee Cine Awards                          | Meilleure musique d'accompagnement                    | Pritam Chakraborty                                     | Nomination |
| 7 janvier 2013   | Zee Cine Awards                          | Meilleur parolier                                     | Neelesh Mishra (pour Kyon)                             | Nomination |
| 7 janvier 2013   | Zee Cine Awards                          | Meilleur chanteur de play-back                        | Mohit Chauhan (pour Ala Barfi)                         | Nomination |
| 12 janvier 2013  | Screen Awards                            | Meilleur réalisateur                                  | Anurag Basu                                            | Lauréat    |
| 12 janvier 2013  | Screen Awards                            | Meilleur acteur                                       | Ranbir Kapoor                                          | Lauréat    |
| 12 janvier 2013  | Screen Awards                            | Meilleur espoir féminin                               | Ileana D'Cruz                                          | Lauréat    |
| 12 janvier 2013  | Screen Awards                            | Meilleure direction musicale                          | Pritam Chakraborty                                     | Lauréat    |
| 12 janvier 2013  | Screen Awards                            | Meilleure photographie                                | Ravi Varman                                            | Lauréat    |
| 12 janvier 2013  | Screen Awards                            | Meilleure musique d'accompagnement                    | Pritam Chakraborty                                     | Lauréat    |
| 12 janvier 2013  | Screen Awards                            | Musique la plus populaire                             | Pritam Chakraborty                                     | Lauréat    |
| 12 janvier 2013  | Screen Awards                            | Meilleure commercialisation pour un film              | Barfi!                                                 | Lauréat    |
| 12 janvier 2013  | Screen Awards                            | Jodi No 1 du meilleur couple                          | Ranbir Kapoor, Priyanka Chopra                         | Lauréat    |
| 12 janvier 2013  | Screen Awards                            | Meilleur film                                         | Barfi!                                                 | Nomination |
| 12 janvier 2013  | Screen Awards                            | Meilleure actrice                                     | Priyanka Chopra                                        | Nomination |
| 12 janvier 2013  | Screen Awards                            | Meilleure actrice dans un second rôle                 | Ileana D'Cruz                                          | Nomination |
| 12 janvier 2013  | Screen Awards                            | Meilleur parolier                                     | Swanand Kirkire (pour Aashiyan)                        | Nomination |
| 12 janvier 2013  | Screen Awards                            | Meilleur chanteur de play-back                        | Mohit Chauhan (pour Ala Barfi)                         | Nomination |
| 12 janvier 2013  | Screen Awards                            | Meilleur chanteur de play-back                        | Nikhil Paul George (pour Main Kya Karoon)              | Nomination |
| 12 janvier 2013  | Screen Awards                            | Meilleur acteur - critiques                           | Ranbir Kapoor                                          | Nomination |
| 12 janvier 2013  | Screen Awards                            | Meilleure actrice - critiques                         | Priyanka Chopra                                        | Nomination |
| 12 janvier 2013  | Screen Awards                            | Meilleure histoire                                    | Anurag Basu, Tani Basu                                 | Nomination |
| 12 janvier 2013  | Screen Awards                            | Meilleur scénario                                     | Anurag Basu, Tani Basu                                 | Nomination |
| 12 janvier 2013  | Screen Awards                            | Meilleur montage                                      | Akiv Ali                                               | Nomination |
| 12 janvier 2013  | Screen Awards                            | Meilleure direction artistique                        | Rajat Poddar                                           | Nomination |
| 12 janvier 2013  | Screen Awards                            | Meilleur son                                          | Shajith Koyeri                                         | Nomination |
| 12 janvier 2013  | Screen Awards                            | Meilleurs costumes                                    | Aki Narula, Shefalina                                  | Nomination |
| 18 janvier 2013  | Lions Gold Awards                        | Actrice préférée                                      | Priyanka Chopra                                        | Lauréat    |
| 20 janvier 2013  | Filmfare Awards                          | Meilleur film                                         | Barfi!                                                 | Lauréat    |
| 20 janvier 2013  | Filmfare Awards                          | Meilleur acteur                                       | Ranbir Kapoor                                          | Lauréat    |
| 20 janvier 2013  | Filmfare Awards                          | Meilleur espoir féminin                               | Ileana D'Cruz                                          | Lauréat    |
| 20 janvier 2013  | Filmfare Awards                          | Meilleure direction musicale                          | Pritam Chakraborty                                     | Lauréat    |
| 20 janvier 2013  | Filmfare Awards                          | Meilleure direction artistique                        | Rajat Poddar                                           | Lauréat    |
| 20 janvier 2013  | Filmfare Awards                          | Meilleure musique d'accompagnement                    | Pritam Chakraborty                                     | Lauréat    |
| 20 janvier 2013  | Filmfare Awards                          | Lanceur de tendance Sony de l'année                   | Barfi!                                                 | Lauréat    |
| 20 janvier 2013  | Filmfare Awards                          | Meilleur réalisateur                                  | Anurag Basu                                            | Nomination |
| 20 janvier 2013  | Filmfare Awards                          | Meilleure actrice                                     | Priyanka Chopra                                        | Nomination |
| 20 janvier 2013  | Filmfare Awards                          | Meilleure actrice dans un second rôle                 | Ileana D'Cruz                                          | Nomination |
| 20 janvier 2013  | Filmfare Awards                          | Meilleur parolier                                     | Swanand Kirkire (pour Aashiyaan)                       | Nomination |
| 20 janvier 2013  | Filmfare Awards                          | Meilleur chanteur de play-back                        | Mohit Chauhan (pour Ala Barfi)                         | Nomination |
| 20 janvier 2013  | Filmfare Awards                          | Meilleur chanteur de play-back                        | Nikhil Paul George (pour Main Kya Karoon)              | Nomination |
| 26 janvier 2013  | Stardust Awards                          | Réalisateur de rêve                                   | Anurag Basu                                            | Lauréat    |
| 26 janvier 2013  | Stardust Awards                          | Actrice la plus divertissante                         | Priyanka Chopra                                        | Lauréat    |
| 26 janvier 2013  | Stardust Awards                          | Meilleure actrice dans un film dramatique             | Priyanka Chopra                                        | Lauréat    |
| 26 janvier 2013  | Stardust Awards                          | Meilleur film de l'année                              | Barfi!                                                 | Nomination |
| 26 janvier 2013  | Stardust Awards                          | Acteur le plus divertissant                           | Ranbir Kapoor                                          | Nomination |
| 26 janvier 2013  | Stardust Awards                          | Meilleur acteur dans un film dramatique               | Ranbir Kapoor                                          | Nomination |
| 26 janvier 2013  | Stardust Awards                          | Superstar féminine de demain                          | Ileana D'Cruz                                          | Nomination |
| 26 janvier 2013  | Stardust Awards                          | Meilleurs costumes                                    | Nikhil Paul George (pour Main Kya Karoon)              | Nomination |
| 26 janvier 2013  | Stardust Awards                          | Prix The Shining Star                                 | Papon (pour Kyon)                                      | Nomination |
| 7 février 2013   | Mirchi Music Awards                      | Album de l'année                                      | Barfi!                                                 | Nomination |
| 7 février 2013   | Mirchi Music Awards                      | Compositeur musical de l'année                        | Pritam Chakraborty (pour Ala Barfi et Phir Le Aya Dil) | Nomination |
| 7 février 2013   | Mirchi Music Awards                      | Parolier de l'année                                   | Neelesh Mishra (pour Kyon)                             | Nomination |
| 7 février 2013   | Mirchi Music Awards                      | Chanteur de l'année                                   | Nikhil Paul George (pour Main Kya Karoon et Aashiyan)  | Nomination |
| 7 février 2013   | Mirchi Music Awards                      | Chanteur de l'année                                   | Arjit Singh (pour Phir Le Aya Dil)                     | Nomination |
| 7 février 2013   | Mirchi Music Awards                      | Arrangeur et programmeur technique de l'année         | Jim Satya, DJ Phukan                                   | Nomination |
| 7 février 2013   | Mirchi Music Awards                      | Musique d'accompagnement technique de l'année         | Pritam Chakraborty                                     | Nomination |
| 16 février 2013  | Producers Guild Film Awards              | Meilleur film                                         | Barfi!                                                 | Lauréat    |
| 16 février 2013  | Producers Guild Film Awards              | Meilleur réalisateur                                  | Anurag Basu                                            | Lauréat    |
| 16 février 2013  | Producers Guild Film Awards              | Meilleur acteur                                       | Ranbir Kapoor                                          | Lauréat    |
| 16 février 2013  | Producers Guild Film Awards              | Meilleur espoir féminin                               | Ileana D'Cruz                                          | Lauréat    |
| 16 février 2013  | Producers Guild Film Awards              | Meilleure photographie                                | Ravi Varman                                            | Lauréat    |
| 16 février 2013  | Producers Guild Film Awards              | Meilleur mixage sonore                                | Debajit Changmai                                       | Lauréat    |
| 16 février 2013  | Producers Guild Film Awards              | Meilleurs costumes                                    | Aki Narula, Shefalina                                  | Lauréat    |
| 16 février 2013  | Producers Guild Film Awards              | Prix The Shining Star                                 | Priyanka Chopra                                        | Lauréat    |
| 16 février 2013  | Producers Guild Film Awards              | Meilleure actrice                                     | Priyanka Chopra                                        | Nomination |
| 16 février 2013  | Producers Guild Film Awards              | Meilleur acteur dans un second rôle                   | Saurabh Shukla                                         | Nomination |
| 16 février 2013  | Producers Guild Film Awards              | Meilleure direction musicale                          | Pritam Chakraborty                                     | Nomination |
| 16 février 2013  | Producers Guild Film Awards              | Meilleur parolier                                     | Sayeed Quadri (pour Phir Le Aya Dil)                   | Nomination |
| 16 février 2013  | Producers Guild Film Awards              | Meilleur chanteur de play-back                        | Mohit Chauhan (pour Ala Barfi)                         | Nomination |
| 16 février 2013  | Producers Guild Film Awards              | Meilleur chanteur de play-back                        | Nikhil Paul George (pour Main Kya Karoon)              | Nomination |
| 16 février 2013  | Producers Guild Film Awards              | Meilleure histoire                                    | Anurag Basu, Tani Basu                                 | Nomination |
| 16 février 2013  | Producers Guild Film Awards              | Meilleur scénario                                     | Anurag Basu, Tani Basu                                 | Nomination |
| 16 février 2013  | Producers Guild Film Awards              | Meilleur dialogue                                     | Sanjeev Datta                                          | Nomination |
| 18 mars 2013     | Asian Film Awards                        | Meilleur compositeur                                  | Pritam Chakraborty                                     | Lauréat    |
| 30 mars 2013     | Festival international du film d'Okinawa | Prix Golden Shisa du grand jury du meilleur film      | Barfi!                                                 | Lauréat    |
| 6 avril 2013     | Times of India Film Awards,              | Meilleur film                                         | Barfi!                                                 | Lauréat    |
| 6 avril 2013     | Times of India Film Awards,              | Meilleur réalisateur                                  | Anurag Basu                                            | Lauréat    |
| 6 avril 2013     | Times of India Film Awards,              | Meilleur acteur                                       | Ranbir Kapoor                                          | Lauréat    |
| 6 avril 2013     | Times of India Film Awards,              | Meilleure actrice                                     | Priyanka Chopra                                        | Lauréat    |
| 6 avril 2013     | Times of India Film Awards,              | Meilleur espoir féminin                               | Ileana D'Cruz                                          | Lauréat    |
| 6 avril 2013     | Times of India Film Awards,              | Meilleure direction artistique                        | Rajat Poddar                                           | Lauréat    |
| 6 avril 2013     | Times of India Film Awards,              | Meilleure photographie                                | Ravi Varman                                            | Lauréat    |
| 6 avril 2013     | Times of India Film Awards,              | Meilleurs costumes                                    | Aki Narula, Shefalina                                  | Lauréat    |
| 6 avril 2013     | Times of India Film Awards,              | Meilleure musique d'accompagnement                    | Pritam Chakraborty                                     | Lauréat    |
| 6 avril 2013     | Times of India Film Awards,              | Meilleure actrice dans un second rôle                 | Ileana D'Cruz                                          | Nomination |
| 6 avril 2013     | Times of India Film Awards,              | Meilleure direction musicale                          | Pritam Chakraborty                                     | Nomination |
| 6 avril 2013     | Times of India Film Awards,              | Meilleur parolier                                     | Swanand Kirkire (pour Aashiyan)                        | Nomination |
| 6 avril 2013     | Times of India Film Awards,              | Meilleur chanteur de play-back                        | Mohit Chauhan (pour Ala Barfi)                         | Nomination |
| 6 avril 2013     | Times of India Film Awards,              | Meilleur chanteur de play-back                        | Nikhil Paul George (pour Aashiyan)                     | Nomination |
| 6 avril 2013     | Times of India Film Awards,              | Meilleure chanteuse de play-back                      | Shreya Ghoshal (pour Aashiyan)                         | Nomination |
| 6 juillet 2013   | IIFA Awards                              | Meilleur film                                         | Barfi!                                                 | Lauréat    |
| 6 juillet 2013   | IIFA Awards                              | Meilleur réalisateur                                  | Anurag Basu                                            | Lauréat    |
| 6 juillet 2013   | IIFA Awards                              | Meilleur acteur                                       | Ranbir Kapoor                                          | Lauréat    |
| 6 juillet 2013   | IIFA Awards                              | Meilleure direction musicale                          | Pritam Chakraborty                                     | Lauréat    |
| 6 juillet 2013   | IIFA Awards                              | Meilleure histoire                                    | Anurag Basu                                            | Lauréat    |
| 6 juillet 2013   | IIFA Awards                              | Meilleur scénario                                     | Anurag Basu                                            | Lauréat    |
| 6 juillet 2013   | IIFA Awards                              | Meilleure photographie                                | Ravi Varman                                            | Lauréat    |
| 6 juillet 2013   | IIFA Awards                              | Meilleure direction artistique                        | Rajat Poddar                                           | Lauréat    |
| 6 juillet 2013   | IIFA Awards                              | Meilleur maquillage                                   | Uday Serali                                            | Lauréat    |
| 6 juillet 2013   | IIFA Awards                              | Meilleur son                                          | Shajith Koyeri                                         | Lauréat    |
| 6 juillet 2013   | IIFA Awards                              | Meilleur réenregistrement sonore                      | Eric Pillai                                            | Lauréat    |
| 6 juillet 2013   | IIFA Awards                              | Meilleurs costumes                                    | Aki Narula, Shefalina                                  | Lauréat    |
| 6 juillet 2013   | IIFA Awards                              | Meilleure musique d'accompagnement                    | Pritam Chakraborty                                     | Lauréat    |
| 6 juillet 2013   | IIFA Awards                              | Meilleur mixage                                       | Debajit Changmai                                       | Lauréat    |
| 6 juillet 2013   | IIFA Awards                              | Meilleure actrice                                     | Priyanka Chopra                                        | Nomination |
| 6 juillet 2013   | IIFA Awards                              | Meilleur parolier                                     | Sayeed Quadri (pour Phir Le Aya Dil)                   | Nomination |
| 6 juillet 2013   | IIFA Awards                              | Meilleur parolier                                     | Swanand Kirkire (pour Aashiyan et Ala Barfi)           | Nomination |
| 6 juillet 2013   | IIFA Awards                              | Meilleur chanteur de play-back                        | Nikhil Paul George (pour Main Kya Karoon et Aashiyan)  | Nomination |
| 6 juillet 2013   | IIFA Awards                              | Meilleure chanteuse de play-back                      | Shreya Ghoshal (pour Aashiyan)                         | Nomination |
| 6 juillet 2013   | IIFA Awards                              | Meilleure chanteuse de play-back                      | Rekha Bhardwaj (pour Phir Le Aya Dil)                  | Nomination |
| 7 septembre 2013 | SAFTA Awards                             | Meilleur film                                         | Barfi!                                                 | Lauréat    |
| 7 septembre 2013 | SAFTA Awards                             | Meilleur acteur                                       | Ranbir Kapoor                                          | Lauréat    |
| 7 septembre 2013 | SAFTA Awards                             | Meilleure actrice                                     | Priyanka Chopra                                        | Lauréat    |